# おおすみ
おおすみは、1970年2月11日に東京大学宇宙航空研究所（後の宇宙科学研究所）が鹿児島宇宙空間観測所からL-4Sロケット5号機により打ち上げた日本最初の人工衛星である。名称は打ち上げ基地があった大隅半島に由来する。開発・製造は日本電気が担当した。

## 概要
1966年から観測用ロケットL-3H型に補助ブースターと姿勢制御装置、第4段球形ロケットを追加したL-4Sロケットで打ち上げ実験を開始し、1969年に打ち上げられたL-4T型（L-4Sとほぼ同型であるが、第4段の能力を減じているため、衛星打ち上げ手法の確認は出来ても、軌道投入能力はない）1機の打ち上げを含めた、計5回の試行錯誤の後での打ち上げ成功だった。
その結果、日本はソビエト連邦（当時）、アメリカ合衆国、フランスに次いで世界で4番目の人工衛星打上げ国となった。参考までに、その2ヵ月後に中華人民共和国は東方紅1号の打ち上げに成功している。ただ、中国を含め、多くの国は弾道ミサイル開発の副産物として人工衛星打ち上げ技術を習得したのに対して、日本は大学の付属研究所が純粋な民生技術として研究を行い、非軍事目的での人工衛星開発に成功し、なおかつ日本国内では直接的な軍事技術への転用も行われなかったという点で、国際的に特異性を持っている。

## L-4Sロケット

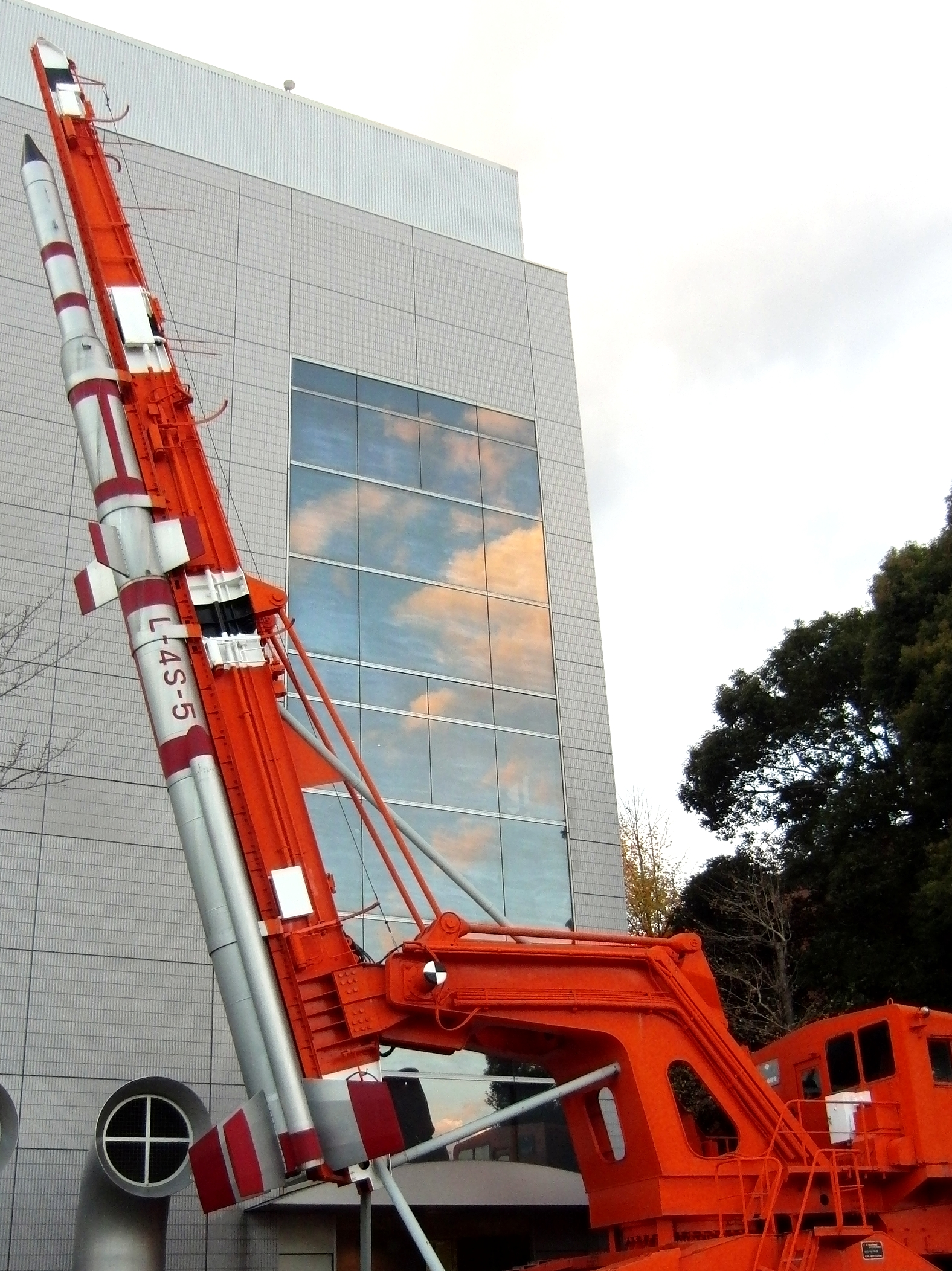
おおすみを打ち上げたラムダロケット・ランチャとL-4Sロケット（同型）。国立科学博物館の展示。

「おおすみ」はL-4Sロケットの最終段そのものであり、また衛星の目的も衛星打上げロケットの技術開発である。おおすみを語るうえでL-4Sロケットは文字通り切っても切り離せない関係にあるため、まずロケット側の背景から述べる。
L-4Sロケットは誘導制御装置が付いていない、世界初の無誘導衛星打ち上げロケットであった。これは決して開発能力が無かったわけではなく、誘導装置はミサイル開発に繋がる軍事技術への転用が可能であるという指摘が野党の日本社会党等から上がり、開発の着手時期が大幅に遅れたためである。
もちろん、単に真っ直ぐロケットを打ち上げても地球周回軌道には乗らないため、何らかの方法で機体を制御し、地表に対して水平に向きを変えなくては、衛星を軌道に投入できない。この代替策として無誘導方式（重力ターン方式#無誘導重力ターン）で軌道に投げ込む方法を取ることとなった。これは以下のように手の込んだ打ち上げ方式である。
- 第1段と第2段は尾翼による空力的効果で、第2段と第3段はスピンモーターにより機体をスピンさせて安定を保つ。
- 第3段燃焼終了・分離後、第3段が第4段に衝突しないように、第3段はレトロモーターで飛翔経路を後落させる[注 3]。
- 第4段はデスピンモータでスピンを停止、姿勢制御装置で第4段を水平姿勢に制御する[注 4]。
- 水平姿勢に制御した後、リスピンモーターでスピンを再び掛けて、放物線の頂点で第4段の燃焼を開始する。

「無誘導重力ターン方式」での「手の込んだ」一例を上げると、デスピンモーターがある。一旦点火をすると燃焼を中断できない固体ロケットによって、ロケット本体のスピンを停めるため、デスピンモーターはスピン方向と反スピン方向の両方にノズルを持っている。デスピンモーターは、燃焼直後には反スピン方向のノズルのみに燃焼経路を開きスピン停止の為の噴射を行うが、スピン停止を検知するとスピン方向のノズルにも燃焼経路を開き、相対推力を零にする。この技術は、後の宇宙研衛星打ち上げロケットに採用されるロール制御モーター「SMRC」に結実する。

## おおすみ
「おおすみ」は、L-4Sロケットの最上段（4段目）である直径48 cmの球形固体モーター（ロケットエンジン）に円錐台状の計器部を付けたもので、全長約1 m、質量は4段目（燃焼後質量）の14.9 kgと計器部8.9 kgを合わせた23.8 kgの小さな人工衛星である。計器部には軸方向の加速度計、温度計、テレメータ送信機（295.6 MHz）、ビーコン送信機（136 MHz帯）、パイロット信号送信機（296.7 MHz）などを搭載していた。電源は容量5 AHの酸化銀と亜鉛を電極とした一次電池で、設計寿命は電池容量から約30時間であった。
目標とされた軌道は、遠地点2900 km、近地点530 kmであった。しかし、第1段が風で流された事と第4段の推力が過剰であったため、実際に投入された軌道は、遠地点5151 km、近地点337 kmの楕円軌道であった。また、ロケットモーターとの断熱が不充分であり、機体が予想よりも高温となったために電池の消耗が激しく、約15時間ほどで電力供給が途絶えた。そのため、衛星からの電波の発信も終了した。おおすみの電波運用は打ち切られたが、その後も光学観測により存在が確認されていた。
打上げ後、約33年間地球周回軌道上にあったものの、地球の上層大気の抵抗での減速によって次第に高度が低下し、JAXA統合を10月に控えた2003年8月2日午前5時45分に、北緯30.3度、東経25.0度（エジプト・リビアの国境付近）上空にて大気圏への再突入によって燃え尽きた。